# Quarta paret

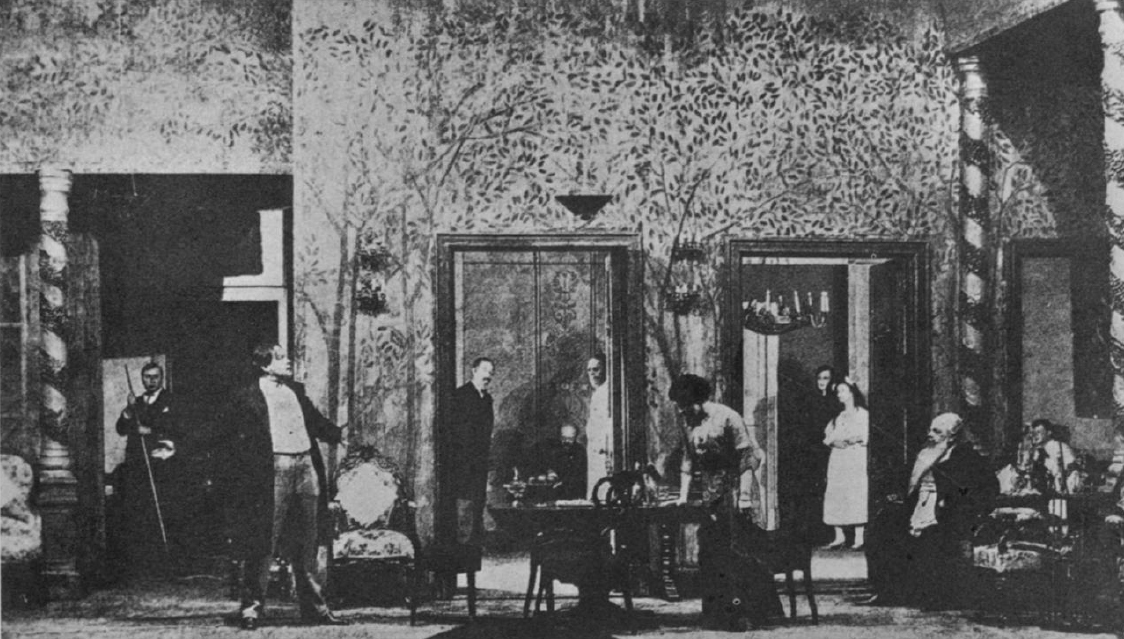
En la producció de Stanislavski de The Cherry Orchard (Moscou Art Theatre, 1904), un conjunt de caixa tridimensional dona la il·lusió d'una sala real. Els actors actuen com si desconeixessin el públic, separats per una "quarta paret" invisible, definida per l'arc Proscenium.

La quarta paret és la separació imaginària que separa els espectadors de l'escenari a les arts escèniques. Es creu que el terme es va originar al segle xix a partir de l'aparició del realisme teatral. El motiu del nom és el fet que aleshores els escenaris eren sempre rectangulars i només una d'elles donava al públic, que hi veia com si ho fes a través d'una finestra. En aquella època se suposava que els intèrprets actuaven com si realment existís una paret entre ells i el públic, de manera que no podien comunicar-se directament. En altres èpoques, abans i després, en canvi, els intèrprets poden interaccionar amb el públic, parlant-li directament, mirant-lo o travessant físicament aquesta "paret" imaginària, és el que es diu "trencar" la quarta paret.
Aquest concepte ha estat adaptat a moltes altres manifestacions artístiques com cinema, televisió i literatura. També es pot donar en altres camps com els videojocs o els jocs de rol. En aquests casos no es tracta òbviament d'una separació física, sinó d'una separació imaginària entre la ficció i el públic.

## Trencar la quarta paret
El trencament de la quarta paret es dona en teatre quan un actor interacciona amb el públic, interpel·lant-lo directament o fins i tot mantenint-hi un diàleg. En certes ocasions l'actor pot, fins i tot, baixar a platea per fer aquest contacte encara més pròxim.
També es dona de forma similar en els altres camps esmentats anteriorment. Malgrat les limitacions tècniques d'alguns d'aquests camps, el recurs ha estat explotat de forma recurrent al llarg del temps.
Exemples
- En la pel·lícula de Peter Pan de Disney es produeix el trencament de la quarta paret quan un personatge es dirigeix directament als espectadors per demanar-los que aplaudeixin.
- Algunes sèries americanes utilitzen aquest recurs. A 30 Rock gairebé tots els personatges ho fan en alguna ocasió, a Community, on aquest trencament es focalitza en el personatge Abed Nadir i a House of Cards ho fa en alguna ocasió el personatge de Kevin Spacey.
- A la sèrie de dibuixos animats americana My Little Pony: Friendship Is Magic, els personatges trenquen en més d'una ocasió la quarta paret, sobretot la poni Pinkie Pie, coneguda també per saltar-se la física i la lògica del seu propi món, talment com els dibuixos animats clàssics.
- Aquest recurs és utilitzat en l'obra Sit de El tricicle quan dos actors s'acosten a un espectador de la platea per interaccionar amb ell.
- També es dona en diferents obres de La Cubana.
- Els clowns i els il·lusionistes en general sempre la trenquen.
- L'escriptor portuguès José Saramago, utilitza aquest recurs en l'obra Assaig sobre la lucidesa, quan s'adreça directament al lector per comentar amb ell diferents aspectes de la narració.
- És un recurs freqüent en tota la història de la literatura, d'origen oral i, per tant, amb un públic. Les captatio benevolentiae i la ironia són dos exemples recurrents.